# Szpikołosy (obwód tarnopolski)
Szpikołosy (ukr. Шпиколоси) – wieś na Ukrainie w rejonie krzemienieckim należącym do obwodu tarnopolskiego.
Wieś królewska Spikołosy, założona w 1545 roku, położona była w połowie XVII wieku w starostwie grodowym krzemienieckim w województwie wołyńskim,